# Rue Vernouillet
Pour l’article homonyme, voir Vernouillet.
La rue Vernouillet est une voie de la commune de Reims, située au sein du département de la Marne, en région Grand Est.

## Situation et accès
La rue Vernouillet appartient administrativement au quartier Clairmarais - Charles Arnould. Elle commence au canal de l'Aisne à la Marne pour aller vers la rue de Courcelles.

## Origine du nom
Elle porte le nom de l'homme politique Léon Vincent Vernouillet (1831-1900) qui fut conseiller général du 4e canton.

## Historique
Après avoir porté le nom de « rue du Ponceau » elle prend sa dénomination actuelle en 1901.

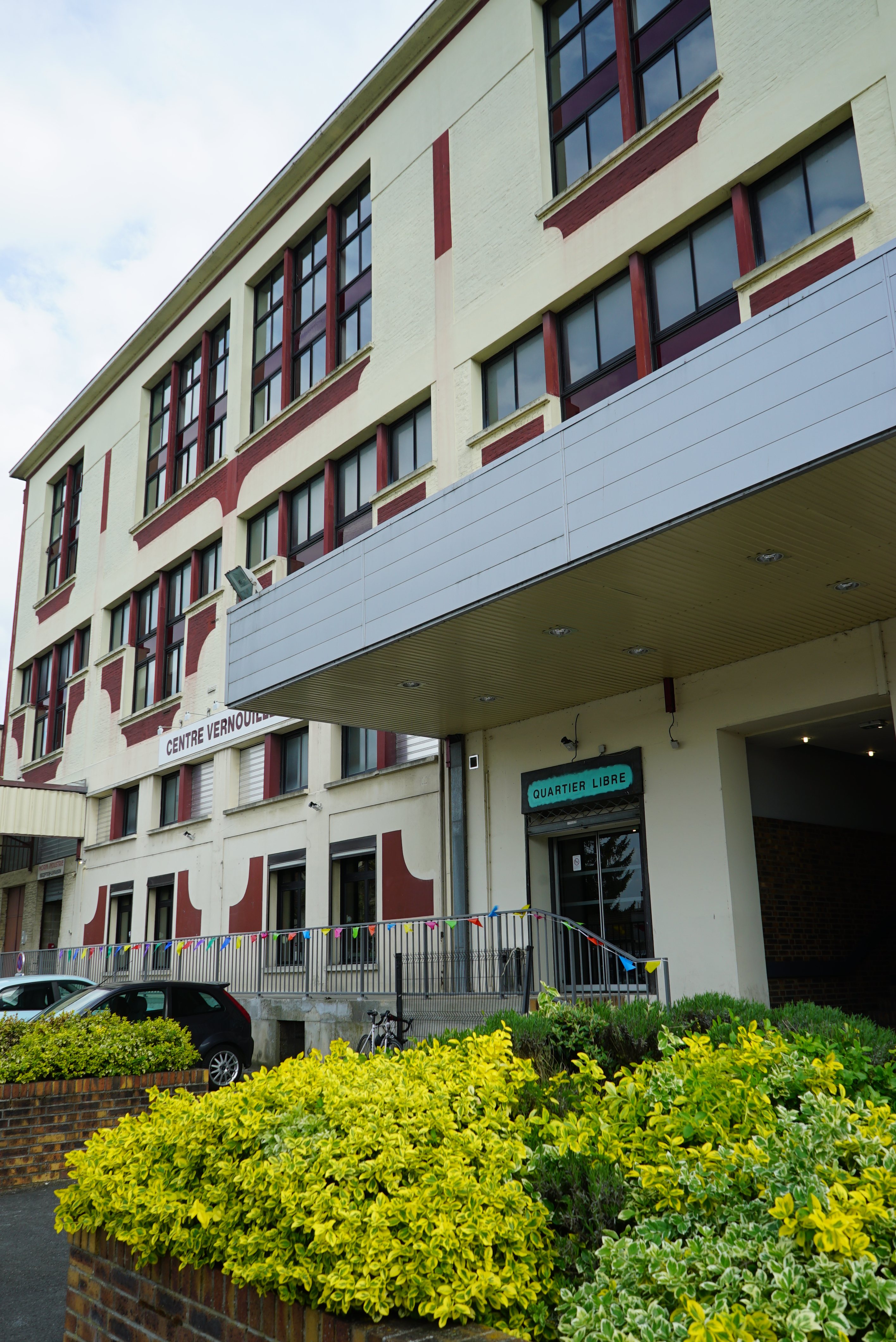
L'entrée du centre Vernouillet, ancien Pole-Emploi, immeuble de bureaux et de Quartier-Libre.

La partie qui allait de la rue des Romains à la rue de Courcelles, fut appelée vers 1880 « rue des Égouts » avant de prendre le nom de « rue Vernouillet ». En 1950, cette partie fut débaptisée pour prendre le nom de rue Édouard-Mignot.

## Bâtiments remarquables et lieux de mémoire
- Au 51 : ancien atelier de fabrication des usines de produits alimentaires E. Mignot, puis Goulet-Turpin, bâti vers 1900.
- Au 53 : atelier de fabrication des usines de produits alimentaires E.Mignot, puis annexe de l’usine de Goulet Turpin, et aujourd’hui centre Vernouillet[1].
- Au 136 : Grands Moulins de Reims